# 水野真裕美
水野 真裕美（みずの まゆみ、1983年10月2日 - ）は、TBSテレビの社員。元アナウンサー。

## 人物・来歴

### 経歴
- 東京都立国際高等学校、明治大学文学部英文学科卒業。大学時代はアナウンス研究会所属。

小さい頃からアナウンサーになりたいと思っていた、サンデーモーニングのサブキャスターになった際にプロデューサーから最初に聞かれたのは「工作は好きですか？」、「はい」と答えた水野は「手作りフリップ」を2、3週に1度の割合で担当していた。
- サンデーモーニングには部活のようなものあり、水野はスキー・スノーボード部だった[5]。

### TBS 入社
- 2006年アナウンサーとしてTBSテレビに入社。同期は伊藤隆佑、出水麻衣。
- 漢字検定、英語検定ともに2級所持。
- 趣味は散策、絵画鑑賞。
- 元下町たいとう親善大使[6]。
- 好きなアーティストは、aiko。
- 2022年6月、翌月（7月）から人事労政局を兼務する事が明らかとなった[2]。 異動後の7月以降も、2024年3月まで『サンデーモーニング』にはキャスターとして出演を続けた。

### 休業と復帰
持病の気管支喘息により、2007年4月2日をもって休養に入り、全ての担当レギュラー番組への出演を取り止めた（収録番組についても、2007年4月以降の収録分は不参加）。当初は2007年5月の大型連休明けに復帰を目指しているとのことであったが、それは叶わず、目標時期から1年ほど遅れた2008年5月中旬にようやく復職した。
その間、休職期間が実働期間よりも長くなったが、アナウンサーへの復職となった。
- 2008年7月18日、TBSの携帯サイト内で復職後初となる姿を見せる。
- 2008年8月21日、千葉県文化会館でのこども音楽コンクール千葉市大会司会で復帰。
- 同年9月7日に、秋葉原の3箇所で開催された当年度のミスマガジンのDVD発売イベントでMCを務める。このイベントにおいて、「11月頃にテレビなどに復帰する」と本人からコメントが出された。
- 同年9月27日放送の『チャンネル☆ロック!』で、当初の発表よりも早く地上波復帰をすることが、9月26日付の小林麻耶アナウンサー（2009年3月退社）のオフィシャルブログにて発表され、当日の『チャンネル☆ロック!』で復帰の挨拶を行った。

## 出演番組

### テレビ
TBS入社前
- KUNOICHI（2004年12月25日放送）

TBS入社後から休業入りする前
- みのもんたの朝ズバッ!（2006年10月23日 - 2007年3月28日。JNNニュース月〜水曜担当）
- 王様のブランチ（2006年8月12日。特技の口笛を披露、将来の夢：世界遺産を紹介する放送で、自分がキャスターとして活躍したいと抱負を語る。ちなみに、フランスのモンサンミシェルに行った事があると述べていた）
- さんまのSUPERからくりTV「熱いプロレスラー中西学のお悩み相談バーベキュー相談亭」（2006年10月29日、相談するも中西学に「研修と違う」と説教→地引網を実況）
- 和田アキ子殺人事件（2007年2月12日放送。『朝ズバッ!』の収録スタジオで西田聖マネージャーを引き止める、本人役。エキストラに近いながら、テレビドラマでの女優デビュー作）
- オールスター赤面申告!ハプニング大賞（2007年春。「TBS女子アナハプニングコレクション」コーナー出演）

休業明け後
- オビラジR（2006年10月2日 - 2007年3月28日、休業期間をはさみ2008年10月13日 - 2009年3月16日）
- チャンネル☆ロック!（2006年8月12日にスポット出演。2007年1月6日 - 3月24日と2008年9月27日 - 2009年3月28日（最終回）はレギュラー。休職に伴い出演しなかった1年半の間も、準レギュラーとして公式サイトに名前が残されていた）
- iしたい。（BS-i〔現在のBS-TBS〕）、不定期出演）
- サカスさん（不定期にリポーター）
- ひるおび!（不定期にリポーター）
- ザ・ミュージックアワー（2010年6月8日。千昌夫の故郷・岩手県陸前高田市を訪ねるリポーター。千昌夫に音声技術スタッフに扮するよう指示したが、バレてしまう）
- 全種類。
- クルマッチョ! 〜みんなの社会CAR見学〜（2011年1月26日 - 6月29日。ただし不定期出演だった。MCは桂三度（世界のナベアツ）とRIP SLYMEのSU）
- Nスタ（2011年12月29日、キャスター）
- ニュースバード1600（TBSニュースバード・2010年3月30日 - 2012年3月26日） - 火曜 → 月曜担当
- 世紀のワイドショー!ザ・今夜はヒストリー（不定期）
- がっちりマンデー!!（不定期にリポーター。2007年4月22日放送分で川田亜子の代理を務めたのが最初。その後暫く出演がなかったが、2009年5月10日頃から再度リポーターとして不定期で出演）
- 女子アナの罰（不定期出演、2012年9月3日 - 2014年1月5日）
- 上田晋也のニッポンの過去問（2015年4月16日未明 - 2017年3月16日未明、水曜深夜）
- ニュース少年探偵団（BS-TBS、ナレーション、2012年4月15日 - 2014年9月21日）
- TBSニュースバード（2013年4月3日 - 、毎週水曜日の日中担当）
- らくのうびより（2016年10月1日 - 、登場キャラクター「らくちゃん」の声）
- ビビット（水・木曜日ナレーション）
- 伊達な旅紀行〜いいトコ!みやぎ（BS-TBS、2020年9月14日、21日、28日 ）声の旅人・ナレーター（山本里菜の代役）
- クイズ!THE違和感（2020年12月7日、VTR出演）
- JNNフラッシュニュース（2014年4月 - 2020年10月、隔週木曜日→隔週水曜日キャスター）
- ひるおび!（2021年4月 - 2021年8月、ナレーション）
- news23（2021年9月 - 2022年6月、水・木曜日ナレーション）
- サンデーモーニング（2012年4月1日 - 2024年3月31日、サブキャスター）

### ラジオ
TBS入社後から休業入りする前
- 大沢悠里のゆうゆうワイド「毒蝮三太夫のミュージックプレゼント」板橋区向原中村屋（2006年7月18日）、スタジオゲスト（2006年8月14日）
- TBSラジオニュース（金曜早朝担当）
- 生島ヒロシのおはよう定食（朝一番ニュース、2006年9月1日 - 2007年3月28日）
- 年末です!宝くじです!麒麟です!年末ジャンボ宝くじ（2006年12月2日、アシスタント）
- こども音楽コンクール東日本A（2006年9月3日 - 2007年） - 不定期にリポーター

休業明け後
- 木曜JUNK ZERO ケンドーコバヤシのテメオコ - コーナー説明を行うナレーター
- サンデースポーツマネージャー（2009年10月11日 - 2010年4月2日）チーフマネージャー
- ニュース探究ラジオ Dig（2010年4月9日 - 2011年9月30日、金曜日担当）
- TBSラジオニュース（月曜 → 火曜早朝担当（2012年3月まで））
- 政策情報 官邸発（2011年7月4日 - 2013年3月25日） - インタビュアー
- 小島慶子 キラ☆キラ（2010年3月11日午後1時台／2011年2月16日エンディング／2011年12月29日・2012年2月8日全編代理パーソナリティ）[8]
- ザ・トップ5〜リターンズ（2012年10月 - 2013年3月28日） - パーソナリティ（木曜日担当）
- 週末お悩み解消系ラジオ ジェーン・スー相談は踊る（2014年7月19日の代行MC）
- ネットワークトゥデイ（2019年4月 - 2022年6月30日、隔週木曜日キャスター）

この他、不定期にradikoで、TBSラジオでサッカー中継の場合に番組休止当番を担当する場合があった。

### その他
- インターネットテレビストリーミング生中継（2006年8月14日）

## 同期入社
- 伊藤隆佑（アナウンサー）
- 出水麻衣（アナウンサー）
- 土居一雄（経済部所属記者）
- 上田淳也（コンテンツ制作局プロデューサー）